# Minimundus
Minimundus, anteriormente conhecido como Minieurop, é um parque em miniatura situado em Klagenfurt, na Caríntia, Áustria. Exibe mais de cento e cinquenta modelos arquitetónicos em miniatura de vários países, que foram construídos na escala de 1:25.
Foi inaugurado em 1958, e possui vinte e seis mil metros quadrados, com mais de quinze milhões de visitantes. Os seus recursos arrecadados ajudam a organização infantil Rettet das Kind ("Salvem as Crianças"), responsável por gerir o parque. O parque também abriga um planetário.

## Galeria

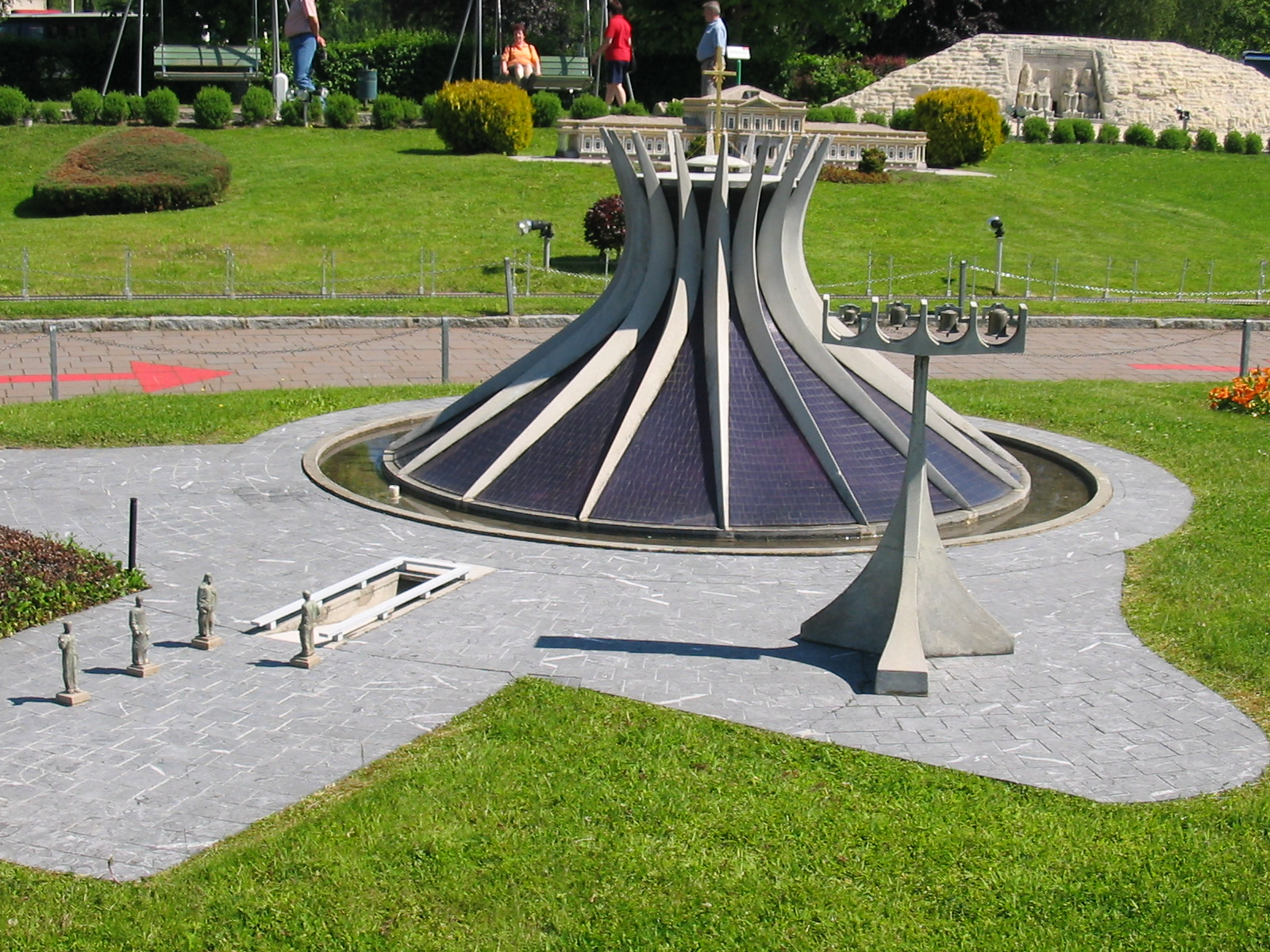
Catedral Metropolitana de Brasília.
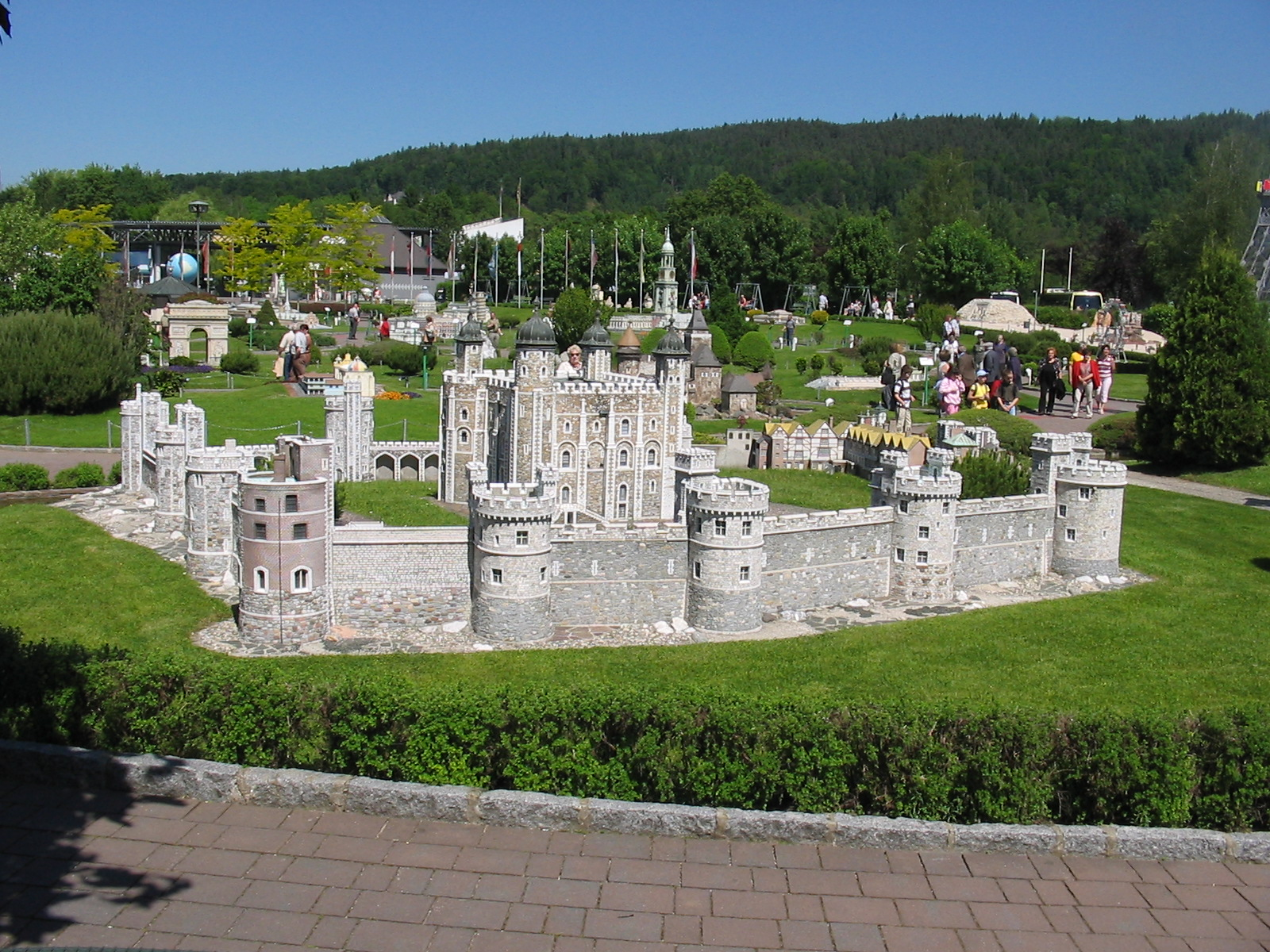
Torre de Londres.
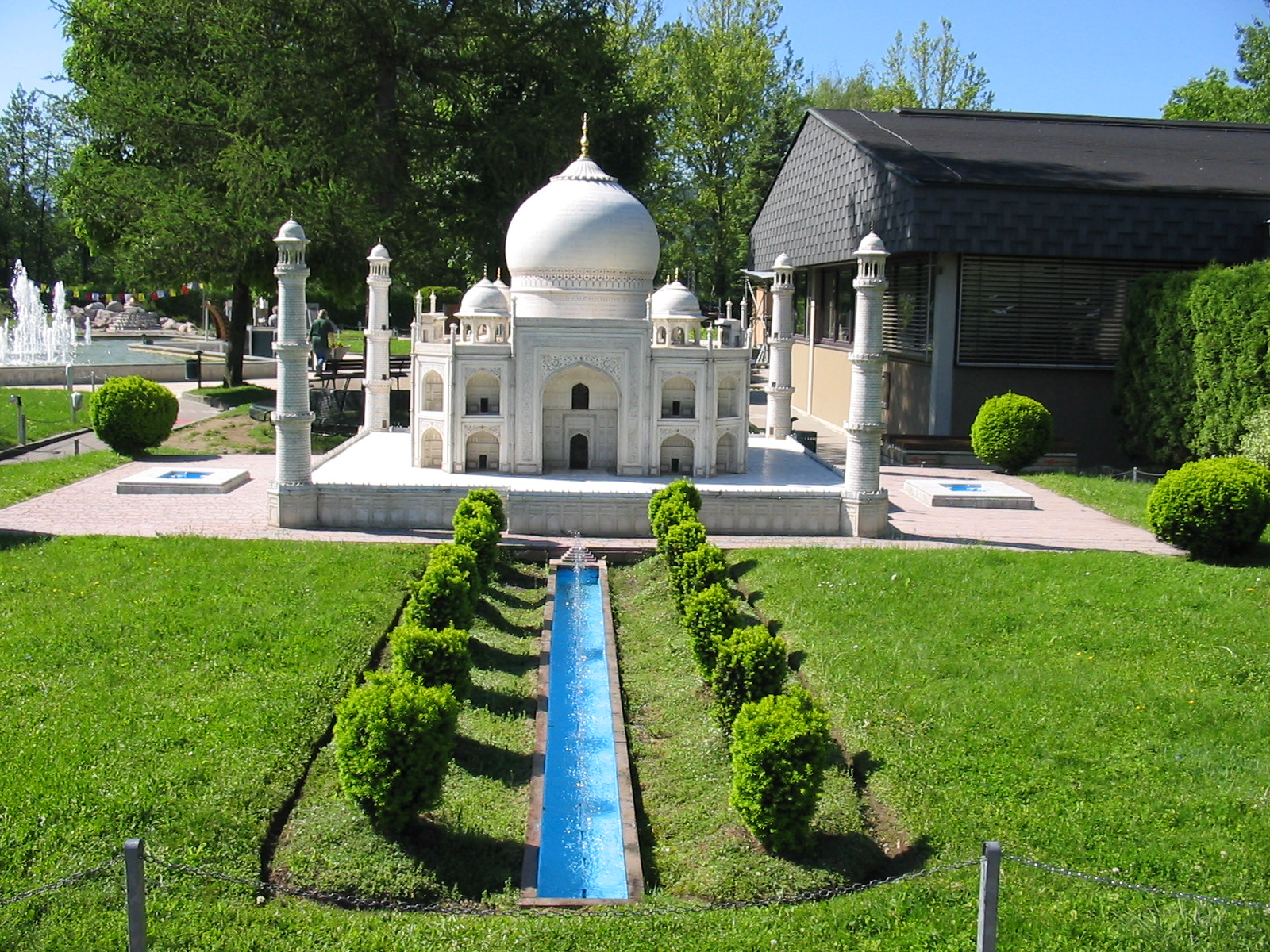
Taj Mahal.
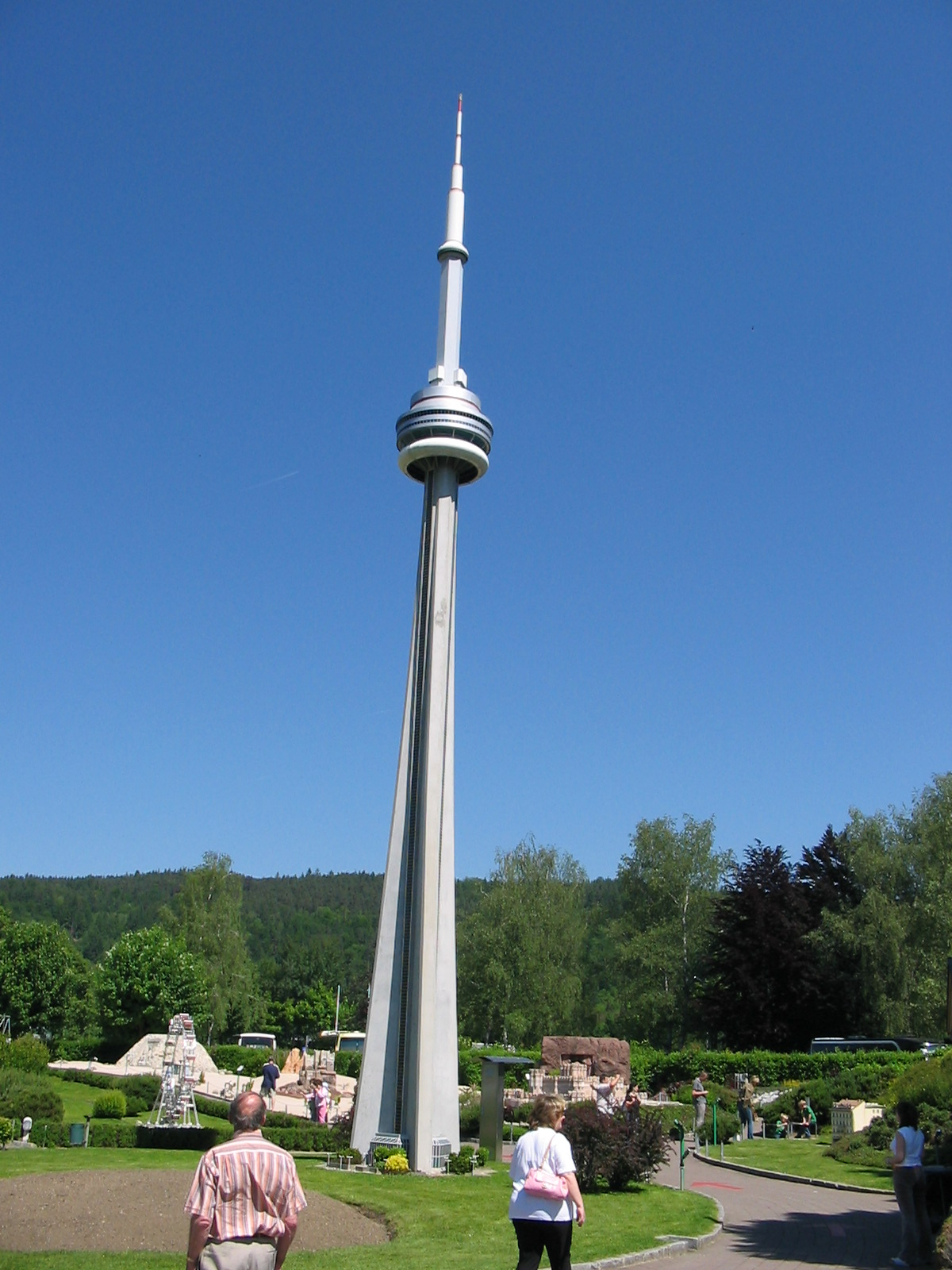
Torre CN.
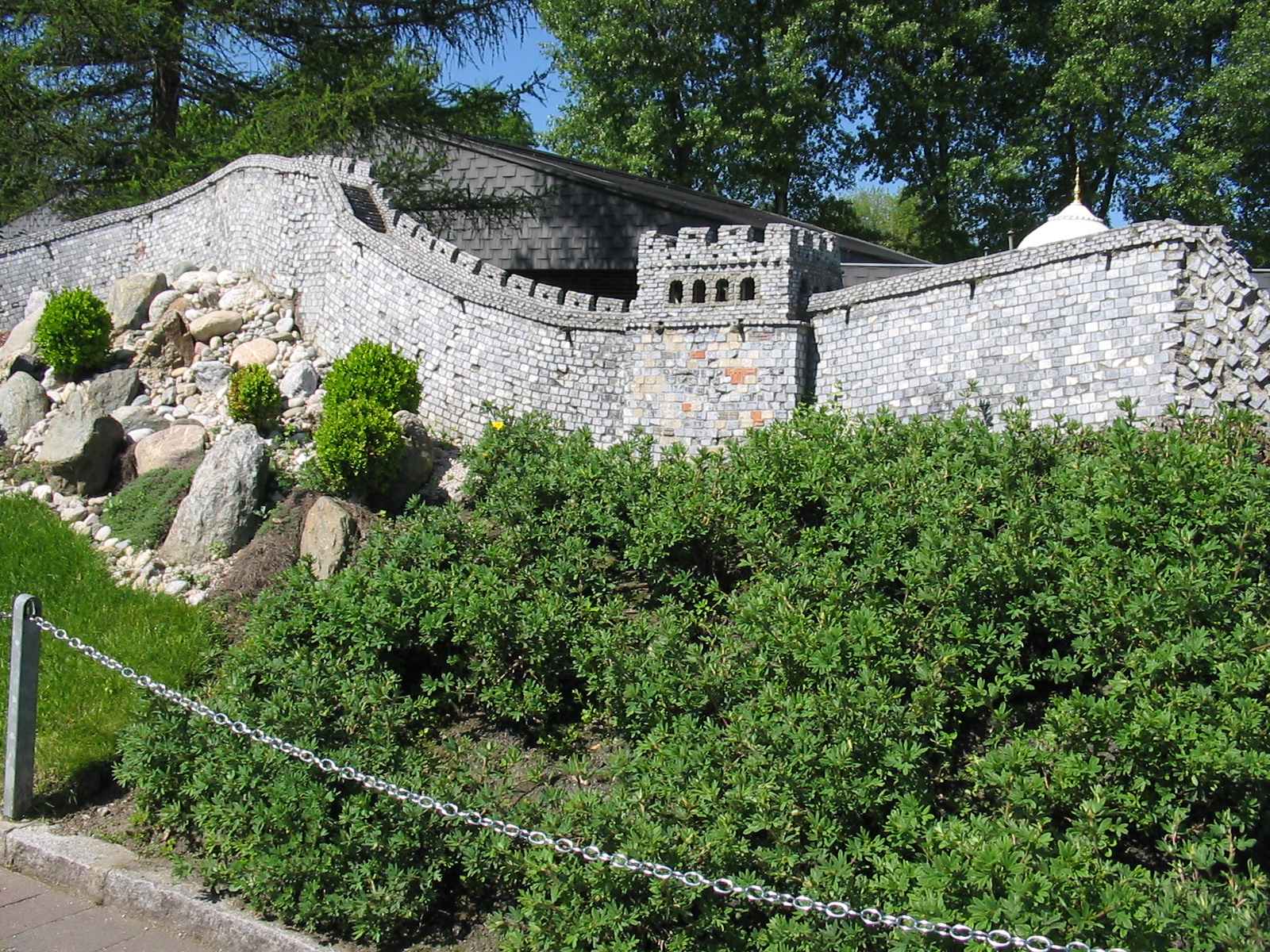
Muralha da China.
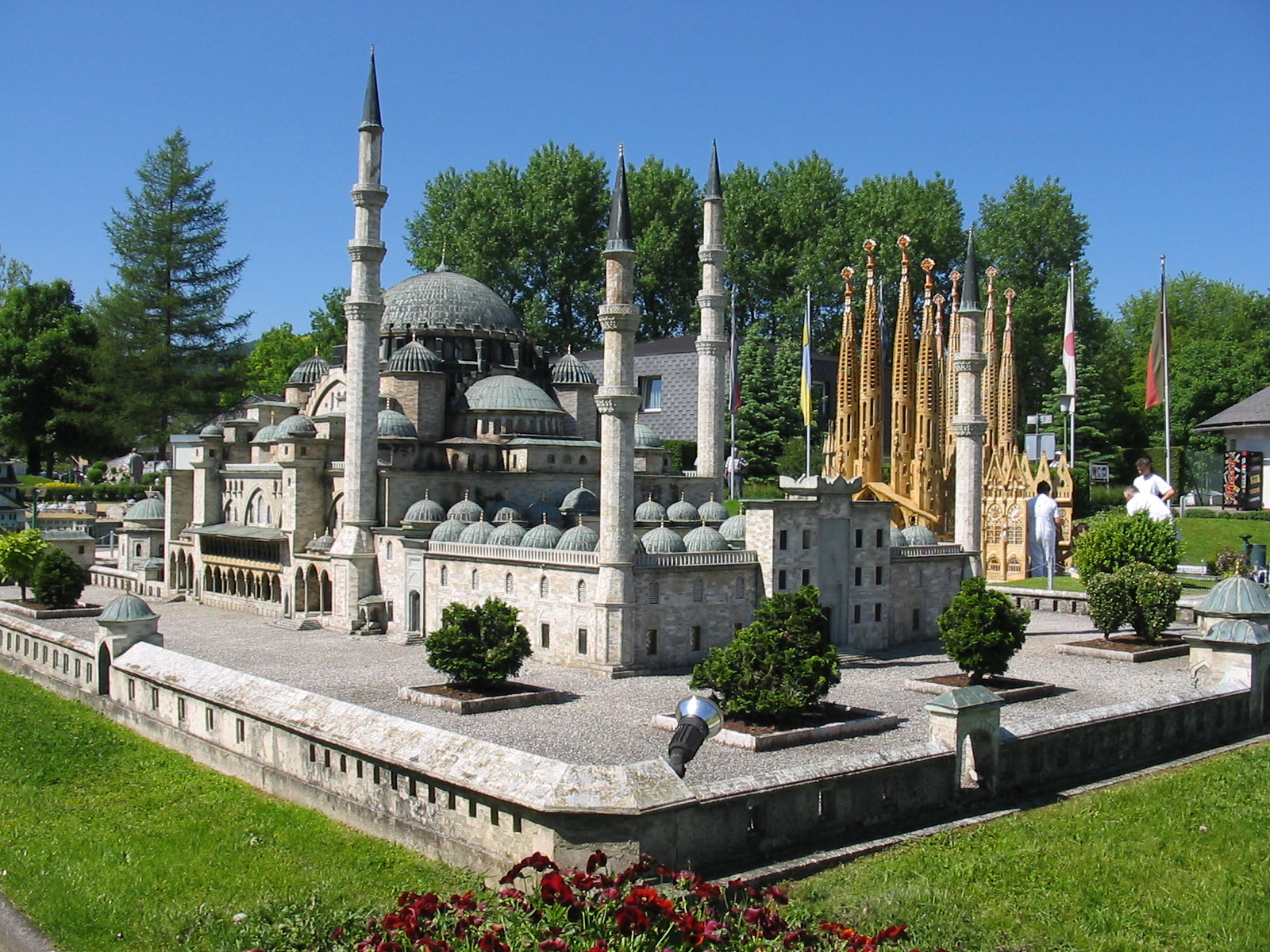
Mesquita de Solimão.
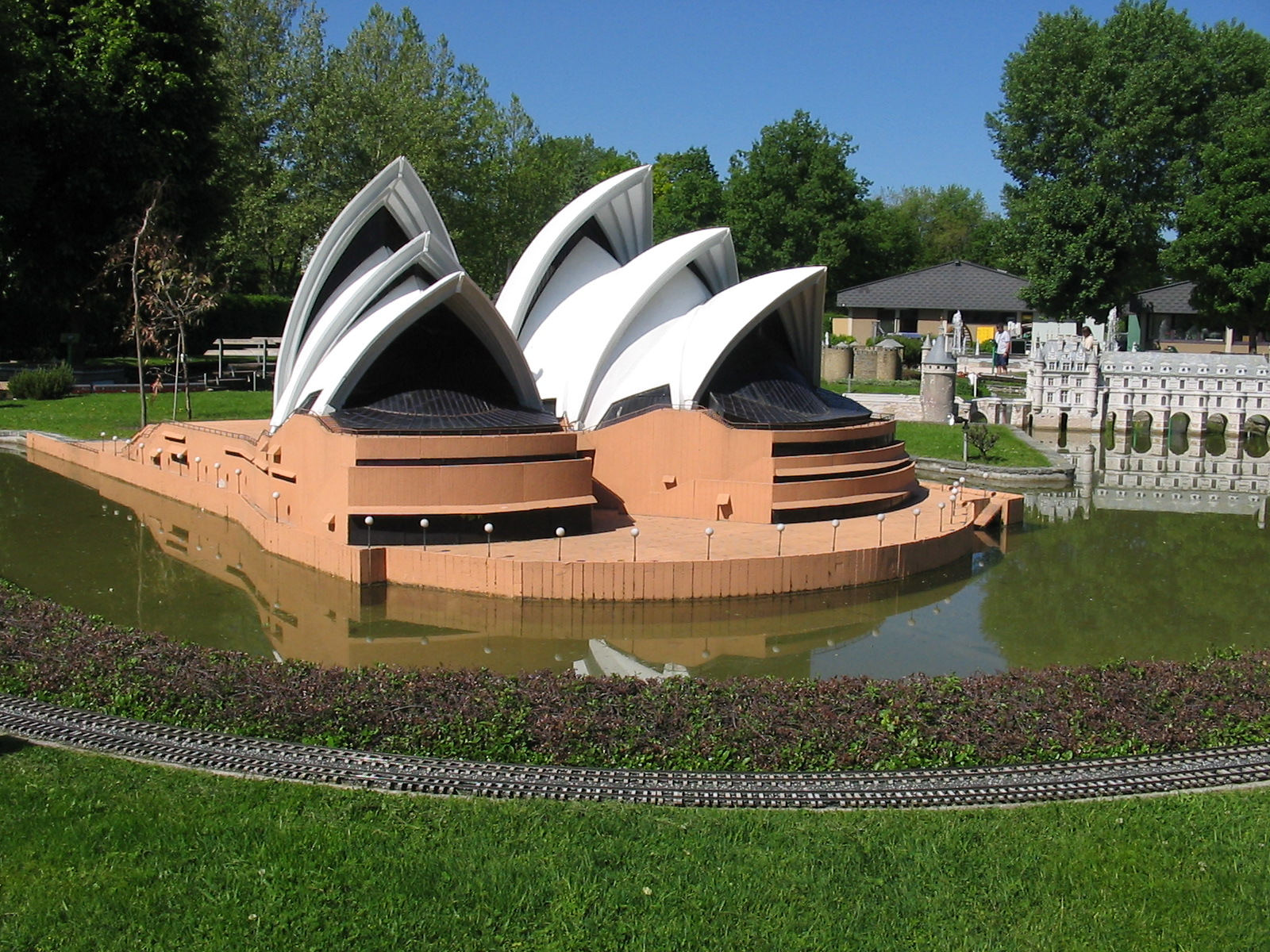
Ópera de Sydney.
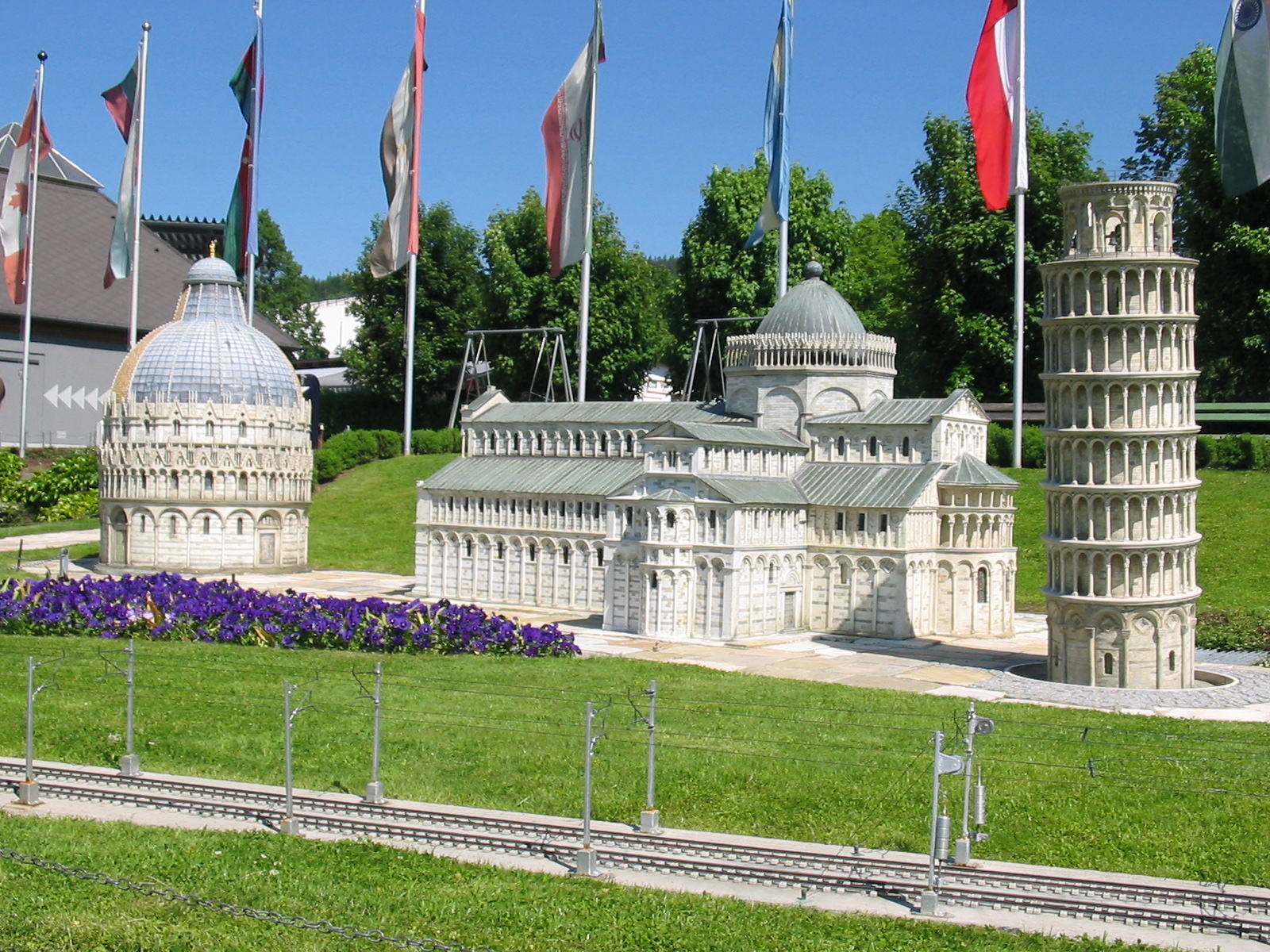
Praça dos Milagres: Catedral, Batistério e Torre de Pisa.
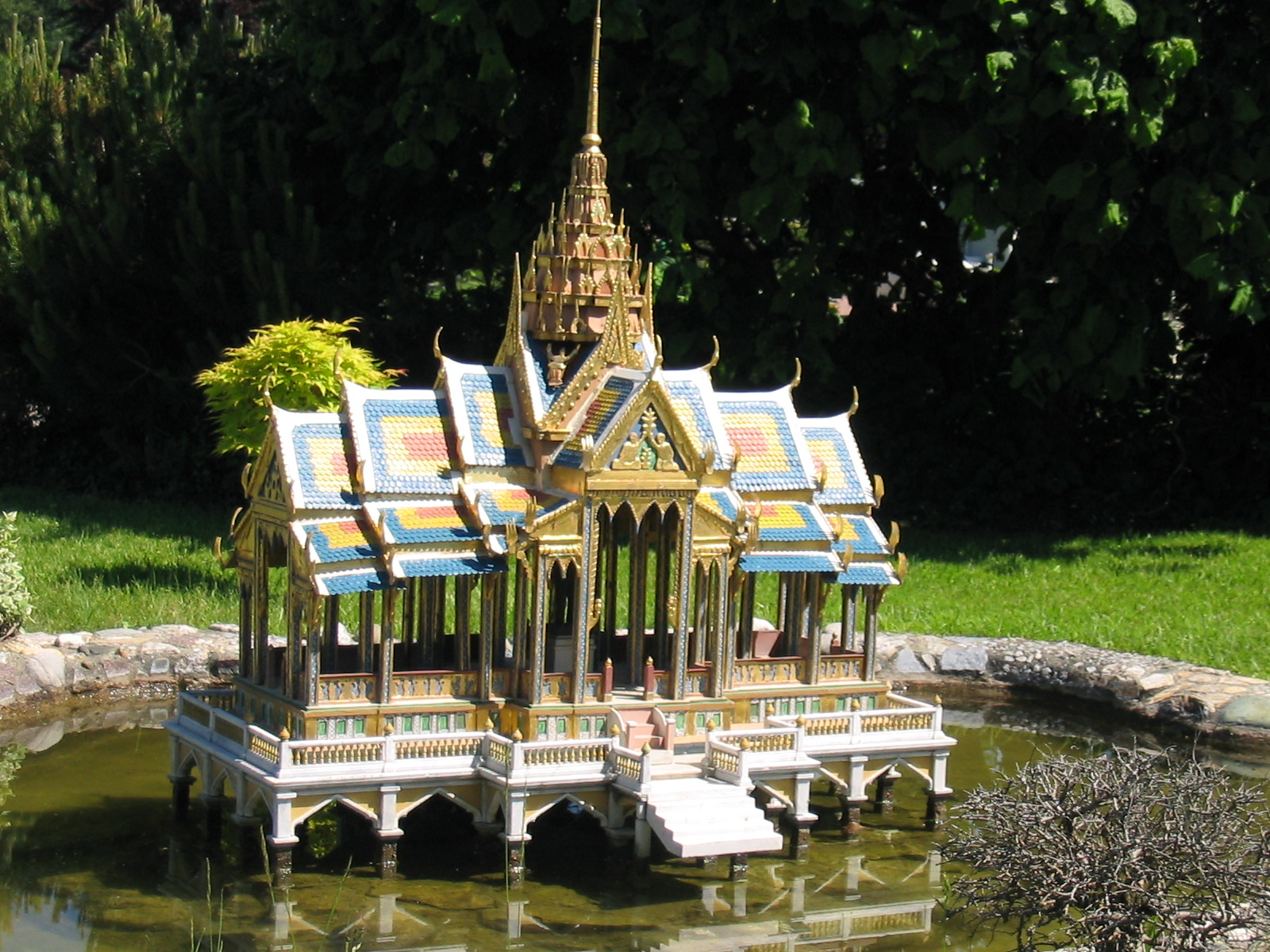
Palácio Real de Bang Pa-In.
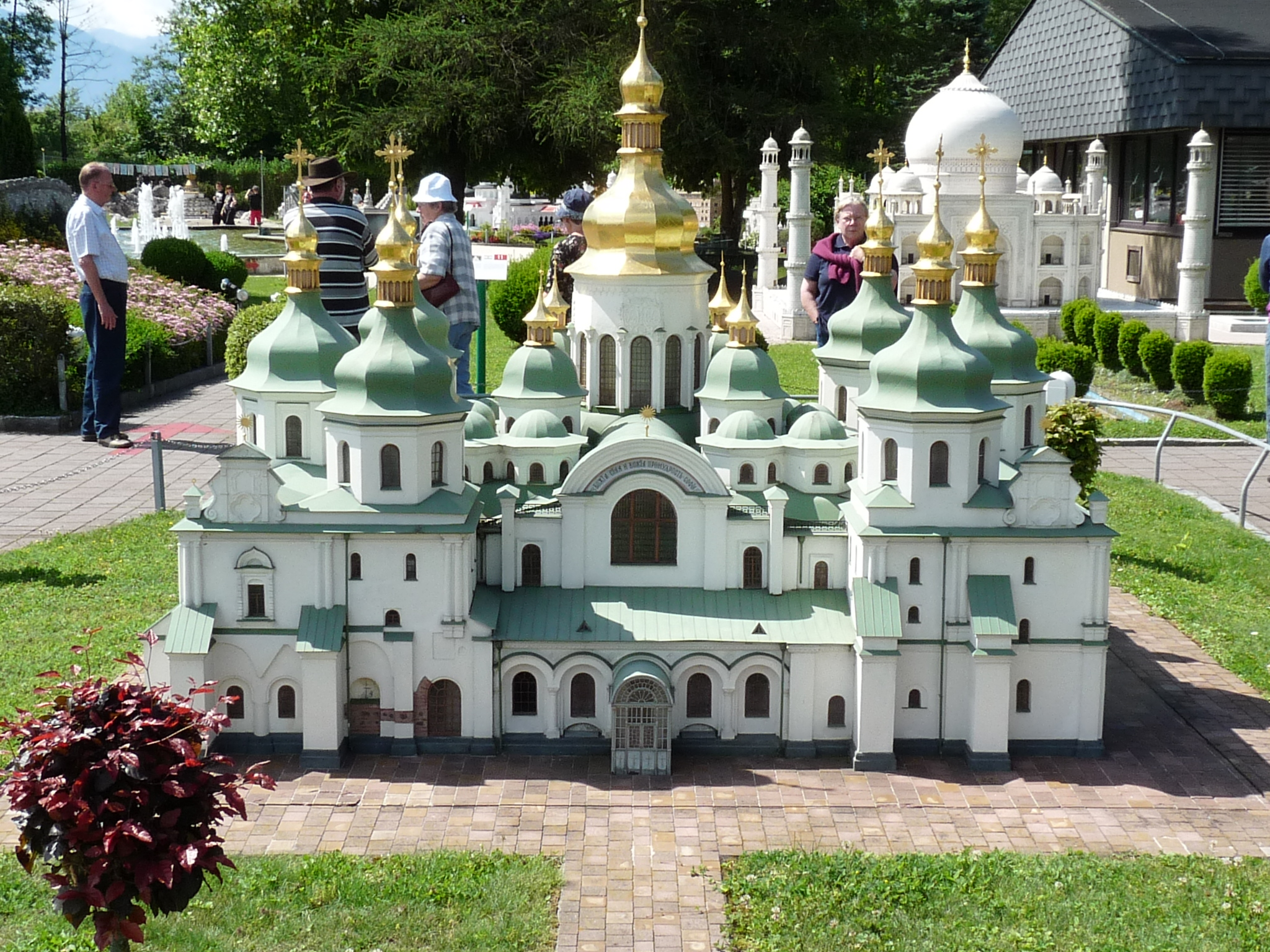
Catedral de Santa Sofia de Quieve.